# صندوق قربانیان بزهکاری
صندوق قربانیان بزهکاری را دفتر قربانیان بزهکاری مدیریت می‌کند و سرمایه آن برای پرداخت غرامت به قربانیان بزهکاری استفاده می‌شود. این صندوق در سال ۱۹۸۴ (میلادی) بر پایه لایحه قربانیان بزهکاری (۱۹۸۴) پایه‌گذاری شد. ارزیابی ویژه افراد محکوم به همراه دیگر جریمه‌های بزهکاری و کیفری، و قرار وثیقه‌های توقیف‌شده به حساب این صندوق، واریز می‌شوند. در سپتامبر ۲۰۱۳ موجودی این صندوق نزدیک به ۹ میلیارد دلار آمریکا بود.
هر یک از ایالت‌های آمریکا حق دارند این پول را به دلایل گوناگون، مانند جبران درد و رنج، جایگزینی یا بازگرداندن دارایی، پول برای از دست دادن دستمزد، یا پاک‌سازی صحنه جرم، هزینه کند. دفتر خدمات قربانیان، در جایگاه یک عضو خانواده یا دوست با روش‌های گوناگون به قربانیان کمک می‌کند تا از قربانی شدن آنها در اثر بزه، جلوگیری کند. دفتر خدمات قربانیان می‌تواند قربانیان را به دیگر ارائه‌دهندگان خدمات، معرفی کند تا به قربانیان کمک کنند. انجمن ملی پاک‌سازی صحنه جرم، همه پاک‌سازی‌های صحنه جرم را با پشتیبانی صندوق قربانیان بزهکاری و بدون دریافت پول از قربانی یا خانواده او انجام می‌دهد.